# Limnophora alacris
Limnophora alacris är en tvåvingeart som beskrevs av Stein 1911. Limnophora alacris ingår i släktet Limnophora och familjen husflugor.
Artens utbredningsområde är Bolivia. Inga underarter finns listade i Catalogue of Life.